# Нішла
Ні́шла — річка в Україні, в Тернопільському районі Тернопільської области. Права притока Серету (басейн Дністра). 

## Опис
Довжина 20 км. Річка типово рівнинна. Долина вузька, у пониззі глибока. Заплава в середній та нижній течії місцями відсутня або одностороння. Річище слабозвивисте. Споруджено кілька ставків. 

## Розташування
Нішла бере початок на північний захід від села Мар'янівка. Тече переважно на південний схід, між селами Конопківка і Ладичин річка робить Z-подібний зиґзаґ. Впадає до Серету в селі Варваринці. 
Над річкою розташовані села: Мар'янівка, Настасів, Конопківка, Ладичин і Варваринці. 
Біля села Конопківка над річкою розташований санаторій «Медобори».

## Галерея

Річка Нішла при запливі в с. Конопківка
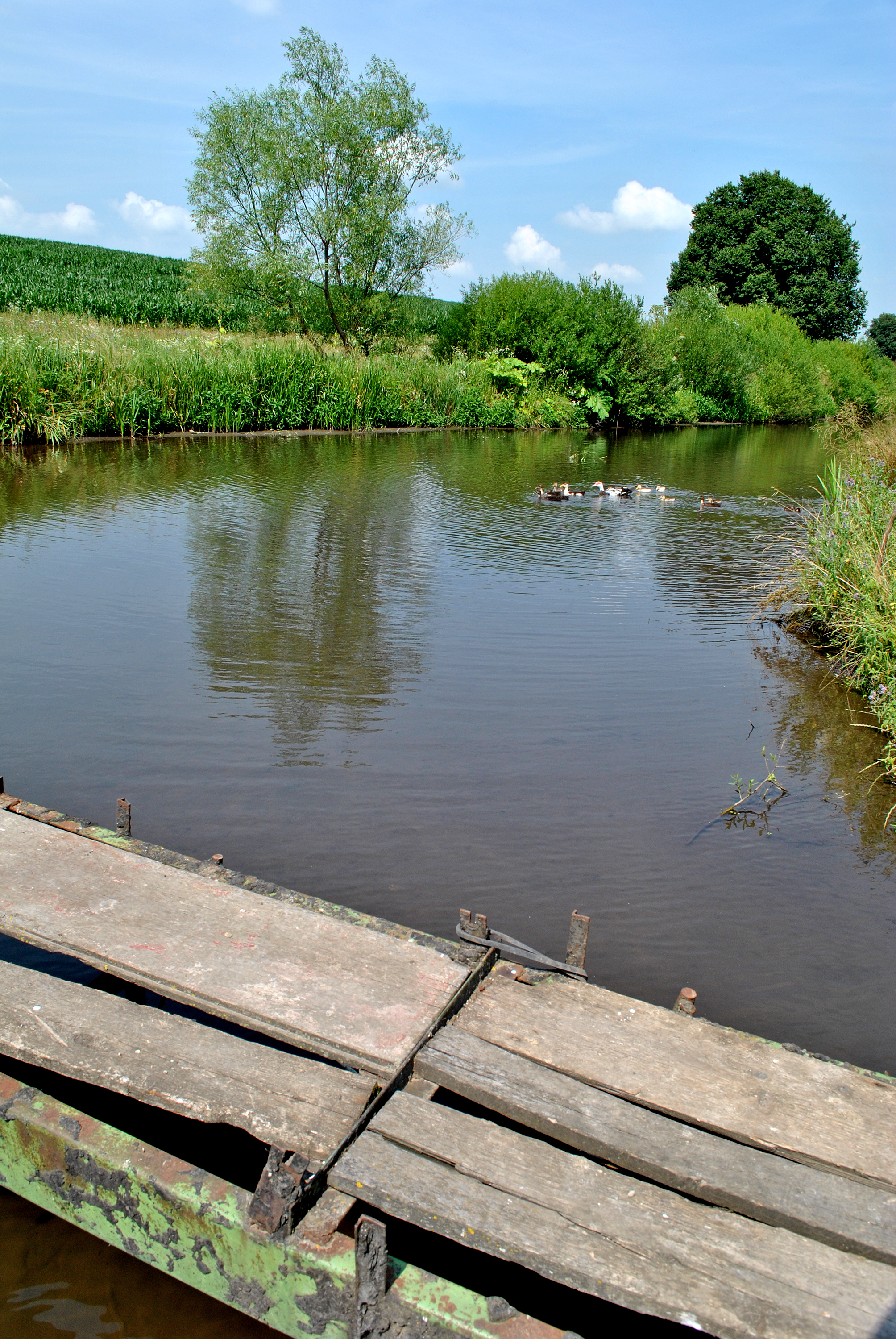
Річка Нішла в с. Конопківка
Річка Нішла біля санаторію «Медобори»
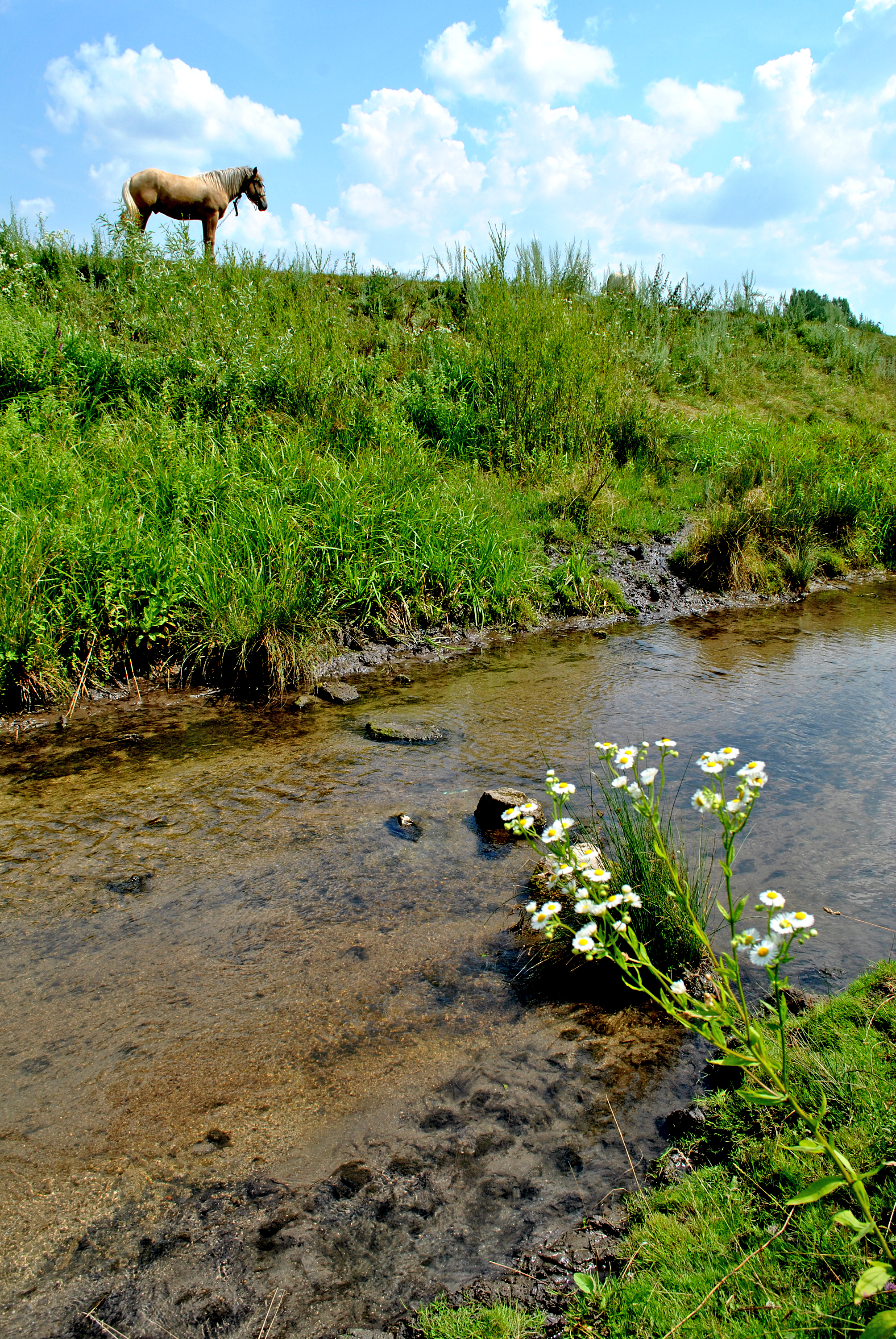
Річка Нішла біля с. Ладичин
Вид на долину річки Нішли в с. Ладичин у місці впадіння в неї річки Свинюхи